# Hanson Peak
Der Hanson Peak ist ein 1255 m hoher Berg im ostantarktischen Viktorialand. Im Norden der Adare-Halbinsel ragt er 6 km südlich des Kap Adare auf.
Das New Zealand Antarctic Place-Names Committee benannte den Berg nach dem norwegischen Zoologen und Polarforscher Nicolai Hanson (1870–1899), der bei der Southern-Cross-Expedition (1898–1900) unter der Leitung von Carsten Egeberg Borchgrevink am 14. Oktober 1899 krankheitsbedingt starb und dessen Grab sich unweit des hier beschriebenen Bergs befindet.